# 子思

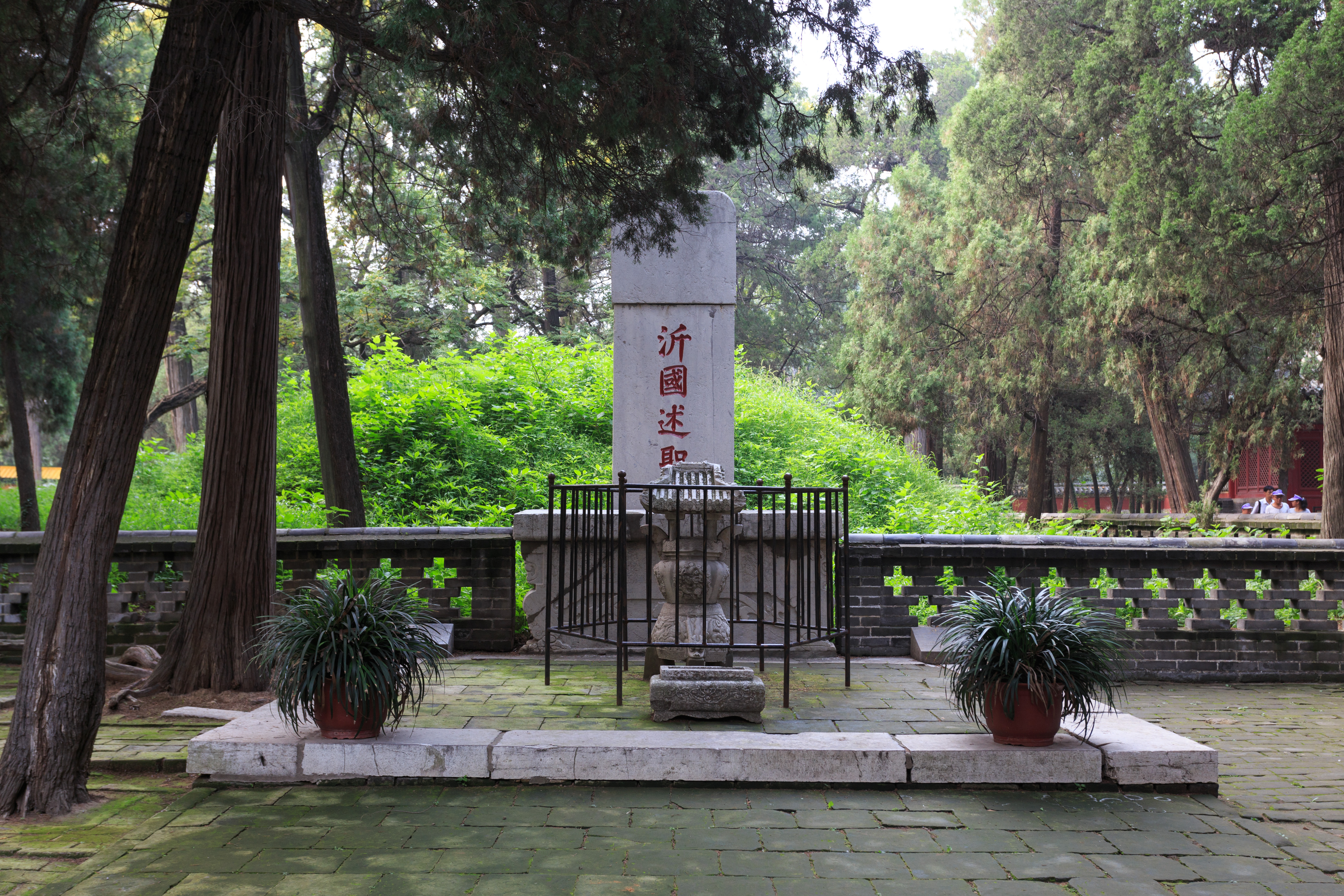
孔林内的孔伋墓

孔伋（前483年—前402年），字子思，戰國初期鲁國人，儒家的主要代表之一，有「述聖」之稱，為孔子的孙子，孔鯉的兒子，曾受業於曾子。出仕於魯穆公，傳說四書之一的《中庸》是他所作，但此說難以證實。而他所著的《子思子》一書已佚。
孟子曾就學於其弟子或門下學者。又《荀子・非十二子》將子思、孟子二人歸為一類，指其思孟五行說「僻違而無類，幽隱而無說，閉約而無解」。故後世又以「思孟」並稱二人，其學派稱為思孟學派。

## 歷代封贈
宋代，徽宗封孔伋為「沂水侯」。元代，文宗封「沂國述聖公」。明代，世宗封「述聖公」；後人因此稱孔伋為「述聖」，與「復聖」顏回、「宗聖」曾參、「亞聖」孟軻並稱。
因孔伋是衍聖公的直系祖先，故歷代不另立述聖奉祀官，而是以衍聖公之次子擔任。若衍聖公為獨子，其祀則兼祧。

## 影視作品
- 1990年中國電視劇《孔子》：李超飾孔伋